# The Fat Boys
The Fat Boys erano un trio hip hop di Brooklyn, noto negli anni 1980. 
The Fat Boys erano composti da:
- Mark "Prince Markie Dee" Morales
- Damon "Kool Rock-Ski" Wimbley
- Darren "The Human Beat Box" Robinson

## Storia
Il loro primo successo è stato la stipulazione del contratto discografico messo in palio nel 1983 da una trasmissione di Radio City Music Hall di New York. Il loro nome lo devono al loro manager Charles Stettler per via delle loro abitudini alimentari. Il primo singolo porta il loro nome Fat Boys nel 1984 esce l'omonimo LP Fat Boys, prodotto da Sutra Records. Nel 1985 è la volta di Fat Boys Are Back, poi Big & Beautiful nel 1986.
Partecipano anche al film Krush Groove e Disorderlies.
Collaborano con i The Beach Boys e nel 1988 pubblicano On And On, anni dopo Prince Markie Dee abbandona il gruppo dedicandosi all'attività da solista, producendo brani per artisti come Mary J. Blige, 50 Cent, Jennifer Lopez. Darren Robinson morirà per attacco cardiaco nel dicembre del 1995 a Rosedale, un quartiere di New York.

## Discografia
- 1984 - Fat Boys 12" (come The Disco 3)

### LP
- 1984 - Fat Boys
- 1985 - The Fat Boys Are Back
- 1986 - Big & Beautiful
- 1987 - Greatest Hits: The Best Part of the Fat Boys
- 1987 - Crushin'
- 1988 - Coming Back Hard Again
- 1989 - On and On
- 1991 - Mack Daddy (senza Prince Markie D)

### Singoli
- 1985 - "Chillin With The Refrigerator" - (Sutra)
- 1985 - "Force M.D.s Meet the Fat Boys" on the Force M.D.s' album Chillin’ (Tommy Boy)
- 1985 - "All You Can Eat" - Krush Groove Original Soundtrack - (Warner Bros.)
- 1985 - "Krush Groovin'"  (as part of the Krush Groove All Stars) - Krush Groove Original Soundtrack - (Warner Bros.)
- 1985 - "Sun City" - Artists United Against Apartheid - (Manhattan)
- 1986 - "King Holiday" - (as part of The King Dream Chorus and Holiday Crew) - (Mercury)
- 1987 - "Baby You're a Rich Man" - Disorderlies Soundtrack - (Tin Pan Apple/Polygram)

## Filmografia
- 1985 - Knights of the City, a.k.a. Cry Of The City (New World)
- 1985 - Krush Groove (Warner Brothers)
- 1986 - Miami Vice t.v. show, episode "Florence Italy"
- 1986 - Fat Boys On Video: Brrr Watch ‘Em! (MCA Home Video)
- 1987 - Disorderlies (Warner Brothers)
- 1987 - Square One music video "Burger Pattern"
- 1988 - Square One music video "One Billion"
- 1988 - 3 X 3 (Tin Pan Alley/Polygram Music Video)
- 1989 - Square One music video "Working Backwards" (1989)

## Altri media
- 1988-1989 - Scuola di polizia, Serie animata (in Scuola di polizia, i Fat Boys sono simili, cantano nella sigla originale del cartone e appaiono spesso in 2 episodi, come amici di House, chiamati Big Boss, Cool e Mark).